# Théby
Théby (starořecky Θήβαι, Thebai; latinsky Thebae; novořecky Θήβα, Thíva) je řecké město a obec v regionální jednotce Bojótie ve Středním Řecku. Nachází se severně od pohoří Kithairon, jež odděluje Bojótii od Attiky. V dobách starověkého Řecka to bylo největší a nejvýznamnější sídlo Bojótie. Homér je nazýval „městem se sedmi branami“ (Thebe Heptapylos). V období byzantské říše bylo město proslaveno svým hedvábím. K roku 2011 žilo v obci Théby 36 477 obyvatel, což z nich dělá nejlidnatější obec regionální jednotky Bojótie.

## Členění obce
Obec Théby od roku 2011 zahrnuje 4 obecní jednotky. Více než dvě třetiny obyvatel žije v obecní jednotce Théby. V závorkách je uveden počet obyvatel obecních jednotek a komunit.[zdroj?]
- Obecní jednotka Plataje (4908) - komunity: Kaparelli (1863), Lefktra (1091), Loutoufio (337), Melissochori (670), Plataje (947).
- Obecní jednotka Théby (25845) - komunity: Ampelochori (314), Eleonas (1010), Mouriki (680), Neochoraki (515), Théby (22883), Ypato (443).
- Obecní jednotka Thisvi (2476) - komunity: Chostia (578), Domvraina (675), Ellopia (398), Thisvi (190), Xironomi (635).
- Obecní jednotka Vagia (3248) - komunity: Vagia (3248).

## Historie

### Mytologie
Do Théb je situován děj mnoha mytických příběhů a legend. Théby měly být rodištěm Hérakla, Dionýsa, Niobé, Oidipa a Antigony. Antické Théby ležely v úrodném kraji na jižním okraji bojótské roviny. Město nebo možná spíše jen hrad (akropolis) Kadmeia bylo prý podle legend vybudováno Féničanem Kadmem, který měl usmrtit draka, jenž pustošil zdejší krajinu.
V Thébách se usídlili féničtí přistěhovalci, které následovali Řekové z Malé Asie, jak to líčí legenda o Amfíónovi, který měl svou hrou na lyru skládat bloky kamenů. Společně se svým bratrem Zéthem tak rozšířil thébské hradby a vybudoval sedm bran do města. Odtud tedy onen citát o „sedmibranných Thébách“, čímž se toto město v Řecku odlišovalo od Théb v Egyptě, které prý měly sto bran. V dobách rozkvětu Théb měl obvod hradeb činit více než 7 kilometrů. Původní obyvatelstvo prý z města vypudily bojótské kmeny příchozí z Thesálie.[zdroj?]
Ke Kadmovu rodu patřil také syn Láia, Oidipus, který předal vládu svým synům Eteoklovi a Polyneikovi s tím, že se bratři budou každoročně střídat ve spravování města. Eteokles ale smlouvu záhy porušil a dal tím podnět ke slavnému tažení sedmi proti Thébám. Ti byli sice Thébany odraženi, ale o dvacet let později je následovali epigoni – jejich synové, kteří nakonec staré Théby zničili.[zdroj?]

### Raná historie
Je velmi obtížné vybrat z těchto mytických vyprávění skutečné historické události. Na druhou stranu nelze tyto legendy zcela zavrhovat, neboť při odkrývání archeologických vykopávek na počátku 20. století se zde našly důkazy přítomnosti Féničanů, což by potvrzovalo pravdivost legend o Kadmově vládě.[zdroj?]
Další archeologická činnost v okolí Théb vedla k objevu šachtových hrobů z mykénských dob obsahujících zbraně, slonovinu a tabulky s nápisy v lineárním písmu B. Dále lze spolehlivě prokázat, že Théby byly jedním z prvních řeckých sídel opatřených hradbami a tudíž se jednalo o významné místo v prehistorických dobách na samém úsvitu řecké civilizace. Tím se ovšem Théby staly lákavým cílem pro cizí útočníky. Zřejmě invaze Dórů někdy po roce 1200 př. n. l. a jejich dobytí Théb posloužilo jako podklad pro vznik legendy o zničení města epigony.[zdroj?]
V pozdějších dobách si Théby díky své centrální poloze a vojenské síle činily přirozený nárok na vedoucí pozici mezi obcemi Bojótie. Občané Théb proto vytrvale usilovali o uznání své převahy a moci nad okolními sousedními městy. Tato centralizační politika je trvalým jevem vyskytujícím se v dějinách Théb a celé Bojótie, stejně jako protichůdná tendence menších obcí odolat těmto thébským snahám o jejich pohlcení. O rané historii Théb se nedochovalo mnoho informací, kromě toho, že byly ovládány pozemkovou aristokracií, která střežila své dominantní postavení v thébské společnosti přísnými ustanoveními o vlastnictví a převodech nemovitostí.[zdroj?]

### Antika
Théby náležely k bojótskému spolku, jehož se staly hlavním městem a sídlem vedoucích úředníků nazývaných bojótarchové. Na konci 6. století př. n. l. se Thébané poprvé ocitli v konfliktu s Athénami, jež pomohly Platajím, menší osadě na okraji Bojótie, udržet si svoji nezávislost na Thébách. V roce 506 př. n. l. odpověděli Thébané na tento akt vpádem do Attiky. Jedině silnou nevraživostí pociťovanou vůči Athénám lze vysvětlit postoj Théb a jejich spojence Orchomenu za perské invaze do Řecka v letech 480 až 479 př. n. l. během řecko-perských válek. Třebaže Théby vyslaly kontingent 700 vojáků k Thermopylám, který zde setrval po boku spartského krále Leónida I. až do okamžiku bezprostředně hrozícího obklíčení, vládnoucí thébská aristokracie se již krátce poté až překvapivě ochotně připojila k perskému velkokráli Xerxovi I. V roce 479 př. n. l. se Théby zúčastnily bitvy u Platají na straně Peršanů. Vítězní Helénové následně Théby potrestali odejmutím jejich vůdcovství v bojótském spolku, načež byli popraveni vůdcové properské strany v Thébách. Pokusu Sparty vyloučit Théby z delfské amfiktyonie zabránil jen nesouhlas Athén. V důsledku toho vážnost Théb natolik upadla, že Athéňané zaváděním demokratických ústav v bojótských obcích zcela podkopali zdejší vliv Théb a podrobili tak Bojótii vlastní hegemonii.[zdroj?]
V roce 457 př. n. l. Sparta revidovala svoji dosavadní politiku vůči Thébám a uznala její vedoucí pozici v Bojótii, neboť potřebovala ve středním Řecku nalézt protiváhu athénské rozpínavosti. Přesto po athénském vítězství v bitvě u Oinofyty v dalším roce byla ještě více posílena pozice délského námořního spolku. Prakticky pouze zdi pevnosti Kadmeia zabránily Athénám v úplném ovládnutí Bojótie. Teprve o deset let později, v roce 447 př. n. l., se thébským emigrantům ve spojení s Orchomenem podařilo zdolat athénské vojsko vedené Tolmidem v bitvě u Koróneie, čímž athénská vláda v Bojótii skončila.[zdroj?]
V Thébách byla znovu nastolena aristokratická ústava a město se tak opět ocitlo v moci šlechty. V peloponéské válce náležely Théby k nejrozhořčenějším nepřátelům Athén a v roce 431 př. n. l. se marně pokusily přepadnout Plataje, což vedlo k rozpoutání válečných operací. Spolu se Sparťany obléhali Thébané toto město několik dalších let, než ho konečně zničili poté, co se ho v roce 427 př. n. l. zmocnili. V roce 424 př. n. l. thébský vojevůdce Pagondás stojící v čele bojótského vojska uštědřil těžkou porážku athénským invazním silám v bitvě u Délia a poprvé se tak projevil účinek pevné vojenské organizace, která měla časem učinit z Théb vedoucí mocnost v Řecku.[zdroj?]
Po skončení peloponéské války Thébané seznali, že vítězná Sparta nepřinesla Helénům nezávislost, nýbrž pouze vystřídala Athény v pozici uchvatitele řecké svobody, a proto ukončili spojenectví s Peloponésany. V roce 404 př. n. l. sice Théby požadovaly úplné zboření Athén, avšak již brzy poté tajně podporovaly obnovení demokracie v Athénách. Po skončení války zde byla dosazena prospartská, oligarchická vláda třiceti tyranů. Athénští demokratičtí uprchlíci vedení Thrasybúlem a podporovaní Thébany obsadili v roce 403 př. n. l. menší pohraniční pevnost Fýle a brzy na to také přístav Pireus, což vedlo ke zhroucení aristokratické hrůzovlády v Athénách. S přispěním perského zlata utvořili Thébané o několik let později alianci s Athénami, Argem a Korintem a společně se tyto obce postavily proti Spartě v tzv. korintské válce. V bitvě u Haliartu (395 př. n. l.) potvrdily Théby svoji rostoucí vojenskou moc úspěšnou obranou svého území vůči Sparťanům, přestože jim nakonec podlehly v bitvě u Koróneie v následujícím roce. Výsledek této války byl však pro Théby katastrofální, protože podmínky královského míru uzavřeného v roce 387 př. n. l. za asistence Peršanů garantovaly všem řeckým obcím autonomii, což ve svém důsledku znamenalo rozpuštění bojótského spolku. Moc Théb dále upadla v roce 382 př. n. l., když spartský vojevůdce Foibidás obsadil thébskou pevnost Kadmeiu a dosadil sem spartskou posádku. Předchozí demokratická ústava byla zrušena a moci se chopila aristokracie, jejíž vůdčí osobnosti poslaly své politické soupeře do vyhnanství.[zdroj?]
Demokraté se však vrátili do Théb už v roce 379 př. n. l., svrhli aristokraty a s pomocí athénského vojska vypudili Sparťany z Kadmeie. Théby potom obnovily spojenectví s Athénami. Thébské vojsko vycvičené a vedené Epameinóndem a Pelopidem (viz „Svatý oddíl“) dokázalo v dalších letech odrazit dva spartské vpády do Bojótie. Když Thébané odmítli akceptovat všeobecný mír (koiné eiréné), v němž Sparta požadovala rozpuštění bojótského spolku, propukly boje nanovo. Spartský král Kleombrotos I. vytáhl v čele mocného vojska do Bojótie a zde se v bitvě u Leukter v roce 371 př. n. l. utkal s Thébany vedenými Epameinóndem. Ten využil geniálního taktického manévru staženého pravého křídla (loxé falanx) a uštědřil Sparťanům ničivou porážku, jež definitivně zlomila mýtus spartské nepřemožitelnosti.[zdroj?]
Vítězové byli oslavováni v celém Řecku jako zachránci svobody. Thébané pak v čele mocné aliance řeckých států postoupili na Peloponés a rozbitím peloponéského spolku účinně narušili spartskou dominanci na poloostrově. Sparta byla navíc připravena o messénské heilóty, čímž ztratila významný zdroj příjmu pro své hospodářství. Thébská hegemonie však neměla mít dlouhého trvání. Athény poděšené vzrůstem thébské moci se nyní spojily se Spartou a tito dříve zapřisáhlí nepřátelé společně čelili thébské moci v bitvě u Mantineie v roce 362 př. n. l. Samotný boj sice dopadl nerozhodně, ale vůdce Théb, Epameinóndás, v bitvě padl. Jeho smrtí Théby opět poklesly na úroveň regionální mocnosti. Théby se potom zapletly do dlouhodobého konfliktu se svými sousedy – Fóky, tím ovšem přišly o své vůdčí postavení ve středním Řecku. Navíc angažováním Filipa II. Makedonského v boji proti Fókům umožnily tomuto ambicióznímu panovníkovi rozšířit svůj vliv do nebezpečné blízkosti Bojótie. V roce 338 př. n. l. se Théby přesvědčené řečníkem Démosthenem připojily k Athénám v posledním pokusu zamezit Filipovi v dalším postupu na jih. V bitvě u Chairóneie však Helénové utrpěli přesvědčivou porážku. Ztracen byl nejen celý thébský elitní Svatý oddíl, ale také veškerá naděje na znovuzískání kontroly nad Řeckem. Filip se spokojil se zbavením Théb jejich vůdčího postavení v Bojótii a umístěním makedonské posádky na Kadmeiu. Avšak neúspěšná vzpoura proti jeho synovi Alexandrovi v roce 335 př. n. l. byla Makedonci potrestána srovnáním města se zemí, s výjimkou domu básníka Pindara a chrámů. 6 000 obyvatel města při obraně zahynulo a 30 000 bylo prodáno do otroctví.[zdroj?]
Město bylo znovu obnoveno Kassandrem v roce 315 př. n. l., ovšem již nikdy nedosáhlo svého dřívějšího významu a postavení v řecké politice. Svou důležitostí ho převyšovala klíčová makedonská pevnost ve středním Řecku – Chalkis. Na počátku 3. století př. n. l. se Théby dvakrát vzbouřily proti Démétriovi. Ve 2. a 1. století př. n. l. byly Théby několikrát dobyty a vydrancovány Římany. Nejprve Quintem Caeciliem Metellem v roce 146 př. n. l. a potom Sullou za války proti pontskému králi Mithridatovi. Hlavně v druhém případě bylo město zle postiženo, když obyvatelstvo dalo z obav před římskou pomstou přednost úprku na Peloponés. Théby tak zcela zpustly. Pausaniás zde někdy v polovině 2. století nalezl pouze hrad a několik chrámů.[zdroj?]

### Byzantské říše
Svoji strategickou polohu prokázalo toto místo znovu až v pozdní antice, kdy poskytovalo ochranu před vpády barbarů ze severu. Zhruba od 10. století se Théby rozvinuly v centrum výroby a obchodu s hedvábím. Růst obchodu a tím i bohatství Théb pokračoval takovým tempem, že někdy v polovině 12. století se toto město stalo největším producentem hedvábí v celé byzantské říši a zastiňovalo v tomto směru i samotnou Konstantinopol. Thébské ženy byly proslulé díky své tkalcovské zručnosti. Thébské hedvábí bylo velmi ceněno a vyváželo se do celé Evropy.[zdroj?]
Třebaže Théby byly v roce 1147 ničivě vypleněny Normany, rychle se vzpamatovaly a opět dosáhly své předchozí prosperity a ekonomického rozmachu, který přetrval až do zhroucení byzantské říše v roce 1204 v důsledku čtvrté křížové výpravy. Kvůli bohatství Théb si je poté vybrala francouzská dynastie de la Roche za své sídlo. V roce 1311 byly Théby ustanoveny za hlavní město krátce existujícího státu založeného žoldnéři katalánské kompanie.[zdroj?]